# فلورین مینا
فلورین مینا (انگلیسی: Florin Mina; ۳ ژوئیهٔ ۱۹۵۹ – 2006 (aged 46)) بازیکن والیبال اهل رومانی بود.